# Zavaravanje (1998.)
Zavaravanje, hrvatski dugometražni film iz 1998. godine.